# Уильям Дуглас, 6-й граф Мортон
Уильям Дуглас, 6-й граф Мортон (англ. William Douglas, 6th Earl of Morton; ок. 1540 — 27 сентября 1606) — шотландский аристократ и землевладелец, старший сын Роберта Дугласа из Лохливена и Маргарет Эрскин, бывшей любовницы короля Шотландии Якова V.

## Карьера

### Родственные связи
Сводным братом сэра Уильяма по связи его матери с королем был Джеймс Стюарт, 1-й граф Морей (ок. 1531—1570), регент Шотландии с 1567 года до своего убийства в январе 1570 года. Двоюродным братом сэра Уильяма был другой регент Шотландии Джеймс Дуглас, 4-й граф Мортон (ок. 1516—1581), и он был тесно связаны с ним в его карьере, и эти двое мужчин иногда путаются в истории.
Отец Уильяма, сэр Роберт Дуглас из Лохливена погиб в битве при Пинки в сентябре 1547 года. Уильям всю жизнь страдал от затрудненного дыхания. Его женой была Агнес Лесли (ок. 1541 — ок. 1606), дочь Джорджа Лесли, 4-го графа Роутса, от брака с которой у него было одиннадцать детей. Семья Лесли были активными участниками Шотландской Реформации.

### Пленница Лохливена

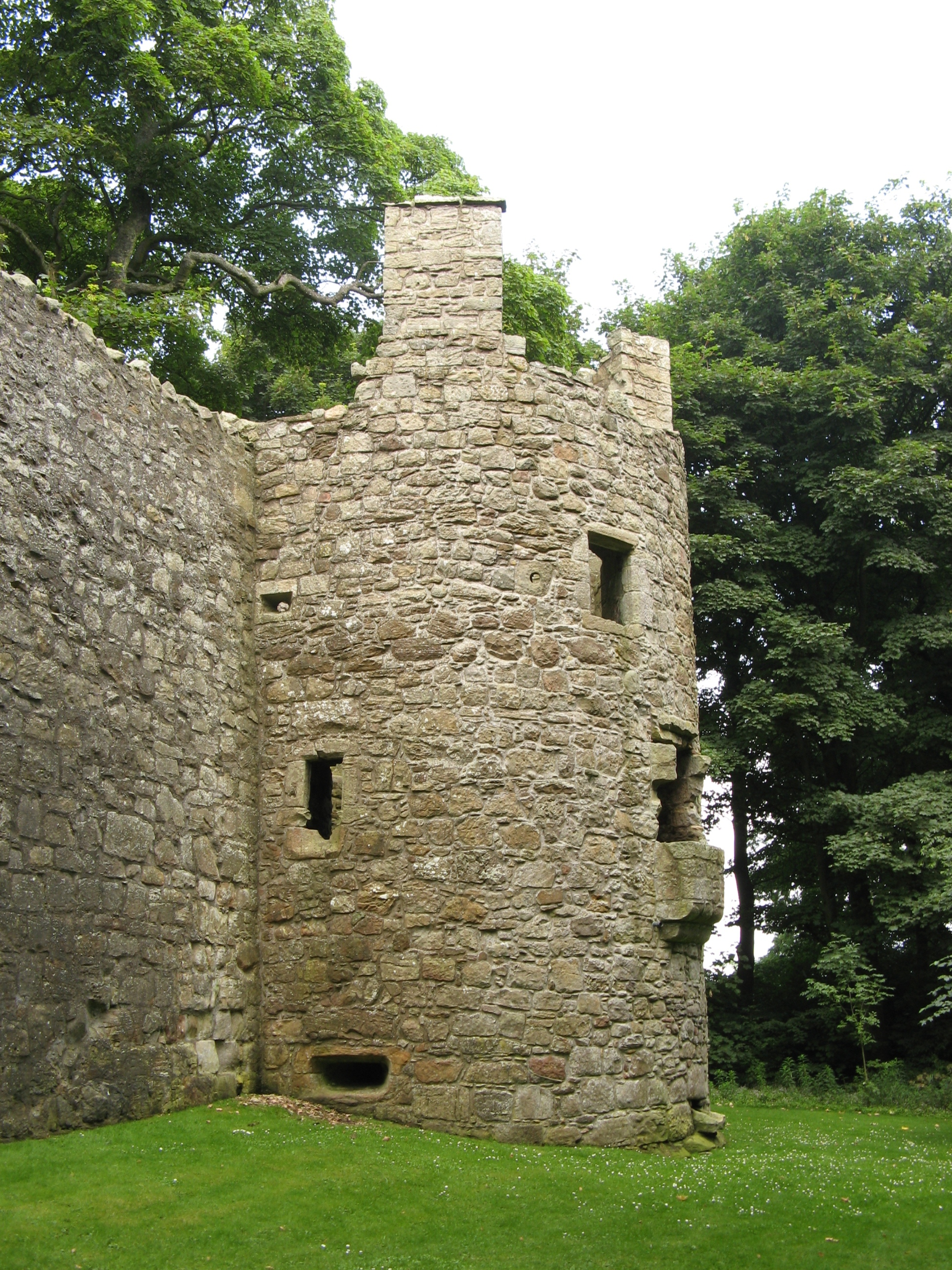
Мария Стюарт, королева Шотландии, была заключенной в башне Гласс в замке Лохливен

Уильям Дуглас был владельцем острова и замка Лохливен, где Мария Стюарт, королева Шотландии, встретила Джона Нокса в апреле 1563 года. С 1546 года он и его мать построили «Нью-хаус в Лохливене» на берегу озера Лохливен, где в настоящее время находится Кинросс-хаус. «Нью-хаус» в конечном итоге заменил островной замок в центре поместья.
В июне 1567 года королева Мария Стюарт была заключена в островном замке после того, как проиграла сражение при Карберри-Хилле и сдалась своим противникам. 24 июля она была вынуждена подписать в Лохливене документы об отречении в пользу своего маленького сына Якова VI. У Уильяма Дугласа имелся документ, написанный 28 июля 1567 года, в котором говорилось, что он не присутствовал при отречении королевы и не знал об этом, и что он предложил доставить её в замок Стерлинг на коронацию её сына, которая была на следующий день, но она отказалась от этого предложения. Мария Стюарт также подписала этот документ. Однако в 1581 году Мария написала, что Уильям Дуглас был одним из немногих оставшихся у нее врагов в Шотландии и должен был стать свидетелем того, что она была вынуждена согласиться на свою отставку . Правительство Шотландии под руководством его сводного брата, графа Морея, заплатило Уильяму Дугласу 1 289 фунтов стерлингов — 12 пенсов за содержание королевы.
Жена Уильяма, леди Агнес Лесли, стала главной спутницей королевы во время ее десяти с половиной месяцев заключения, сопровождала ее в течение дня и часто спала в её спальне. Она решила сбежать 2 мая 1568 года из Лохливена с помощью брата сэра Уильяма Джорджа и молодого двоюродного брата-сироты по имени Уильям Дуглас, который также жил в замке и мог быть или не быть незаконнорожденным сыном графа. Когда сэр Уильям узнал о побеге своей королевской пленницы, он был так огорчен, что попытался заколоть себя собственным кинжалом.
В апреле 1570 года Лохливен посетил бывший секретарь регента Морея Джон Вуд. Он обнаружил, что сэр Уильям Дуглас уехал в Стерлинг, поэтому последовал за ним и догнал его через четыре мили. В замке Лохливен Вуд разговаривал с Маргрет Эрскин, леди Лохливен. Она присматривала за дочерью Агнес Кейт, графини Морей. Ребенок был «веселым и очень бойким». Её медсестра была беременна и хотела вернуться домой. В Эдинбурге сэр Уильям помог Вуду проверить сундуки с одеждой Агнес Кейт в Холирудском дворце.
В октябре 1570 года Уильям Дуглас был хранителем графа Нортумберленда в замке Лохливен и написал английскому дипломату Томасу Рэндольфу, в котором упоминал, что озеро Лохливен может замерзнуть.

### Рейд Рутвена и граф Мортон
Титул графа Мортона был объявлен лишенным права в 1581 году, когда стал 4-м графом регентом Мортоном. Вакантный титул графа Мортона был предоставлен Джону Максвеллу, 7-му лорду Максвеллу, внуку 3-го графа. Пока регент Мортон находился под судом в январе 1581 года, Уильяму и другим ведущим членам семьи не разрешили приехать в Эдинбург, а в марте ему было приказано жить к северу от Кромарти. Год спустя он присоединился к набегу Уильяма Рутвена, и когда эта фракция потерпела поражение, он был сослан во Францию в Ла-Рошель, вернувшись в 1586 году.
Историк 17-го века Дэвид Хьюм из Годскрофта рассказывал, что Агнес Лесли написала своему мужу, что помешает их сыну Роберту присоединиться к нему в попытке лордов-заговорщиков захватить замок Стерлинг в 1584 году, заявив, что это глупая работа, которая их погубит. Уильям ответил, что их курс был благородным и нацелен на благо церкви, и что он полагается на провидение. Роберт и их зять Лоуренс Олифант были изгнаны во Францию, несмотря на усилия их матери, и погибли в море в битве с «голландцами» или пиратами.
В 1586 году титул графа Мортон был отменен, а титул вернулся к семье 4-го графа Мортона. По завещанию 4-го графа Мортона, после смерти Арчибальда Дугласа, 8-го графа Ангуса, в 1588 году, Уильям Дуглас унаследовал графство Мортон, что принесло ему дополнительные земли и поместья, включая дворец Далкейт, замок Абердур, Октерхаус и замок Дрочил. В мае 1590 года он принимал датского адмирала Педера Мунка в Нью-хаусе в Лохливене. Мунк был в Фолклендском дворце, чтобы принять это имущество в качестве приданого Анне Датской.
В августе 1592 года королевский двор находился в Далкитском дворце. Маргарет Винстар, датская служанка Анны Датской, помогла своему возлюбленному, мятежнику Джону Уэмиссу из Логи бежать из дворца. Король Яков VI рассердился и собрал совет, и послал графа Мортона и сэра Роберта Мелвилла к королеве, чтобы потребовать, чтобы она отправила Винстара обратно в Данию. Королева отказалась разговаривать с ними.
Уильям написал краткую историю шотландской реформации и правления Марии и Якова VI, вкратце упомянув осаду Лейта, битву при Карберри-Хилл, убийство Дэвида Риччо и Рейд Рутвена.

## Брак и дети
26 ноября 1554 года Уильям Дуглас, 6-й граф Мортон, женился на леди Агнес Лесли, графине Мортон (родилась после 1541 года — умерла около 1606 года), дочери Джорджа Лесли, 4-го графа Роутса (1484—1558), и Маргарет Крайтон. Она была прямым потомком короля Шотландии Якова II Стюарта по материнской линии. Контракт об их браке был подписан 19 августа 1554 года. Пара поселилась в замке Лохливен, который представлял собой крепость, расположенную на острове посреди лоха, и где также жила его овдовевшая мать.
У сэра Уильяма и Агнес вместе было одиннадцать детей:
- Кристиан Дуглас, 1-й муж — Лоуренс Олифант, мастер Олифант (пропавший в море в марте 1585 года), сын Лоуренса Олифанта, 4-го лорда Олифанта; 2-й муж c 1586 года Александр Хьюм, 1-й граф Хьюм (ок. 1566—1619).
- Роберт Дуглас, мастер Мортон (пропал в море в марте 1585 года), женился на Джин Лайон из Гламиса (? — 1607/1610), от которой у него было двое сыновей, в том числе Уильям Дуглас, 7-й граф Мортон (ок. 1584—1648). В 1585 году ходили слухи, что Лоуренс Олифант и Роберт были убиты пиратами или утонули[14] . Позже считалось, что они были рабами в Алжире[15]. В 1601 году Роберт Олифант отправился в Алжир на поиски своего родственника, неся с собой рекомендательное письмо султану Мехмеду III, написанное королевой Елизаветой, которая также рекомендовала своему послу Джону Роту помочь в поисках[16].
- Джеймс Дуглас, комментатор Мелроуза, который посещал Якова VI в Дании[17] . Он женился, во-первых, на Мэри Керр; во-вторых, на Хелен Скотт; и в-третьих, на Джин Анструзер
- Сэр Арчибальд Дуглас из Килмура (умер в 1649 году). Он отправился с королем Яковом в Осло, чтобы встретиться с Анной Датской в 1589 году. Был женат на Барбаре Форбс (род. 31 января 1560), дочери Уильяма Форбса, 7-го лорда Форбса.
- Сэр Джордж Дуглас Киркнесский (ок. 1560 — декабрь 1609 года), женился на Маргарет Форрестер, дочери Томаса Форрестера.
- Юфимия Дуглас, муж — сэр Томас Лайон из Олдбара, мастер Гламис (? — 1607/1608), сын Джона Лайона, 7-го лорда Гламиса.
- Агнес Дуглас, графиня Аргайл (1574 — 3 мая 1607), 24 июля 1592 года вышла замуж за Арчибальда Кэмпбелла, 7-го графа Аргайла, сына Колина Кэмпбелла, 6-го графа Аргайла, и Агнес Кейт
- Элизабет Дуглас (? — 1631), вышедшая замуж в 1590 году за Фрэнсиса Хэя, 9-го графа Эрролла (? — 1631)
- Джин Дуглас, умерла незамужней
- Мэри Дуглас, в 1582 года она вышла замуж за сэра Уолтера Огилви, 1-го лорда Огилви Дескфордского (? — 1625/1627)
- Маргарет Дуглас, которая вышла замуж за сэра Джона Уэмисса из Уэмисса (1558—1621) в 1574 году.

Говорили, что семь дочерей Агнес были так красивы, что их называли «жемчужинами Лохливена».
В 1586 году графство Мортон, которое было утрачено в 1581 году после казни и ареста 4-го графа Мортона за то, что он был одним из убийц Генри Стюарта, лорда Дарнли, вернулось семье Дугласов. В 1588 году, после смерти Арчибальда Дугласа, 5-го графа Мортона, сэр Уильям стал 6-м графом Мортоном. С этого времени Агнес стала именоваться графиней Мортон. Сэр Уильям получил королевскую грамоту на обладание графством 20 июля 1589 года.
Уильям Дуглас умер в сентябре 1606 года, то есть в тот же год, когда умерла его жена.